# Батагаев, Алексей Николаевич
Алексей Николаевич Батагаев (18 января 1950, улус Толодой, Иркутская область — 4 декабря 2002, пос. Усть-Ордынский, Усть-Ордынский Бурятский АО) — советский, российский государственный деятель, председатель Усть-Ордынского окружного исполнительного Совета депутатов (1990—1991), глава администрации Усть-Ордынского Бурятского автономного округа (1991—1996).

## Биография
Окончил Иркутский сельскохозяйственный институт.
Работал зоотехником в совхозе «Хоготовский», затем специалистом в управлении сельского хозяйства окрисполкома.
С 1974 по 1983 год — на руководящей комсомольской работе.
С 1983 по 1986 год работал директором совхоза «Усть-Алтанский».
С 1986 по 1990 год — председатель Боханского райисполкома.
В 1990—1991 гг. — председатель Усть-Ордынского окрисполкома.
С декабря 1991 г. по ноябрь 1996 года — глава администрации Усть-Ордынского Бурятского автономного округа.
В 1998—2000 гг. — начальник департамента аппарата губернатора Иркутской области.
С 2000 года — председатель комитета по сельскому хозяйству администрации Усть-Ордынского Бурятского автономного округа.
Член Совета Федерации в 1994—1996 гг.

## Награды
- Благодарность Президента Российской Федерации (12 августа 1996 года) — за активное участие в организации и проведении выборной кампании Президента Российской Федерации в 1996 году[1]